# Kossa FC
Kossa Football Club Honiara is een voetbalclub van de Salomonseilanden uit Honiara. De club is gevormd in 2006, de club stond van 2004 tot 2006 bekend als Fairwest. De thuiswedstrijden worden gespeeld in het Lawson Tama Stadium gespeeld, dat plaats biedt aan 5.000 toeschouwers. De clubkleuren zijn geel-blauw.
Doordat de club in 2007 landskampioen werd speelde het in het seizoen 07/08 mee in de Oceanische Champions League. Deze werd pas in de finale verloren van het Nieuw-Zeelandse Waitakere United.

## Erelijst
Solomon Islands National Club Championship
Landskampioen in 2007
OFC Champions League
Finalist in 2008

## Internationale wedstrijden
| Seizoen | Competitie           | Ronde  | Land                   | Club             | Uitslagen |
| ------- | -------------------- | ------ | ---------------------- | ---------------- | --------- |
| 2007/08 | OFC Champions League | Groep  | Vlag van Vanuatu       | Tafea FC         | 1-1, 1-1  |
| 2007/08 | OFC Champions League | Groep  | Vlag van Fiji          | Ba FA            | 2-0, 4-2  |
| 2007/08 | OFC Champions League | Finale | Vlag van Nieuw-Zeeland | Waitakere United | 3-1, 0-5  |